# Barorécepteur
Le barorécepteur (ou plus communément barocepteur) en physiologie cardiaque, est un récepteur présent dans la couche de tissu élastique des vaisseaux sanguins. Ils sont sensibles à la pression artérielle (par mesure de l'étirement de la paroi), et servent ainsi à réguler celle-ci par l'intermédiaire des voies orthosympathiques et parasympathiques. Lorsque la pression artérielle moyenne augmente, l'augmentation de la tension pariétale vasculaire est transduit par le barorécepteur sous la forme de potentiels d'actions, de fréquence d'autant plus importante que la pression augmente. 
Ils se retrouvent principalement au niveau du sinus carotidien, de la crosse aortique et de l'oreillette droite du cœur. Il existe aussi des barorécepteurs intrarénaux. Ils permettent l'activation des baroreflexes par leur décharges rapides.
Le barorécepteur, sensible à la pression et à la chaleur, intervient également dans le mécanisme de la douleur.